# Dilepis undula
Dilepis undula är en plattmaskart som först beskrevs av Schrank 1788.  Dilepis undula ingår i släktet Dilepis och familjen Dilepididae. Inga underarter finns listade i Catalogue of Life.